# Agrypon clathratum
Agrypon clathratum är en stekelart som först beskrevs av Brulle 1846.  Agrypon clathratum ingår i släktet Agrypon och familjen brokparasitsteklar. Inga underarter finns listade i Catalogue of Life.